# 囧 (商朝先公)

甲骨文

囧（作为地名时有南囧），见于商朝后期殷墟甲骨卜辞。一般认为是都城大邑商之郊祭祀场地的地名。甲骨文学者丁山认为囧便是商朝的先公昭明。江林昌认为《合集》8103的“囧”与《合集》9547中的“南囧”相符，实际是一个地名，而丁山的昭明先公一说是对囧字的误读，则昭明尚未被解读，或是汉代以降的后人为凑齐商先公位数。

## 参阅
- 昭明